# Susan-B.-Anthony-Dollar

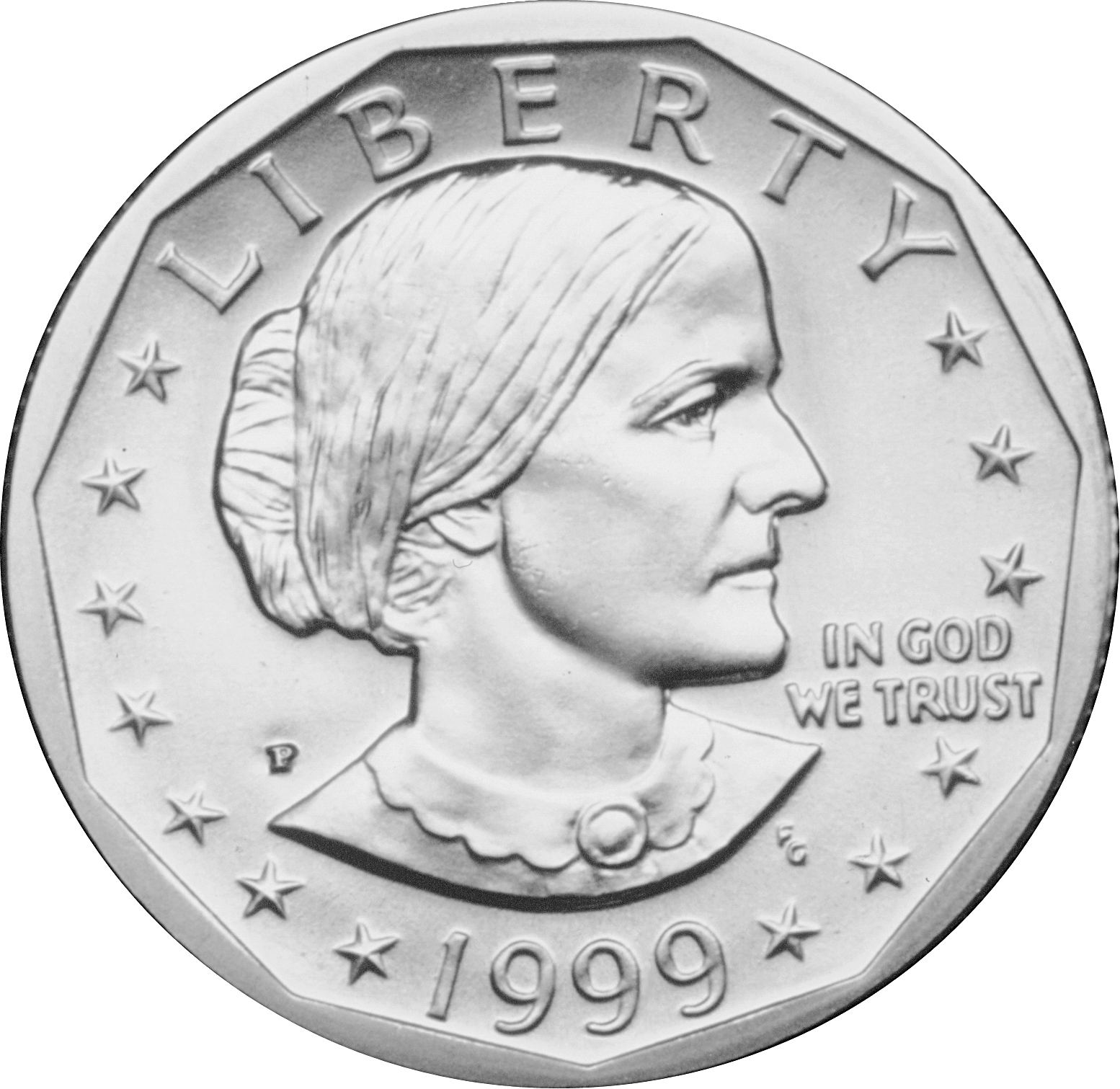
Vorderseite

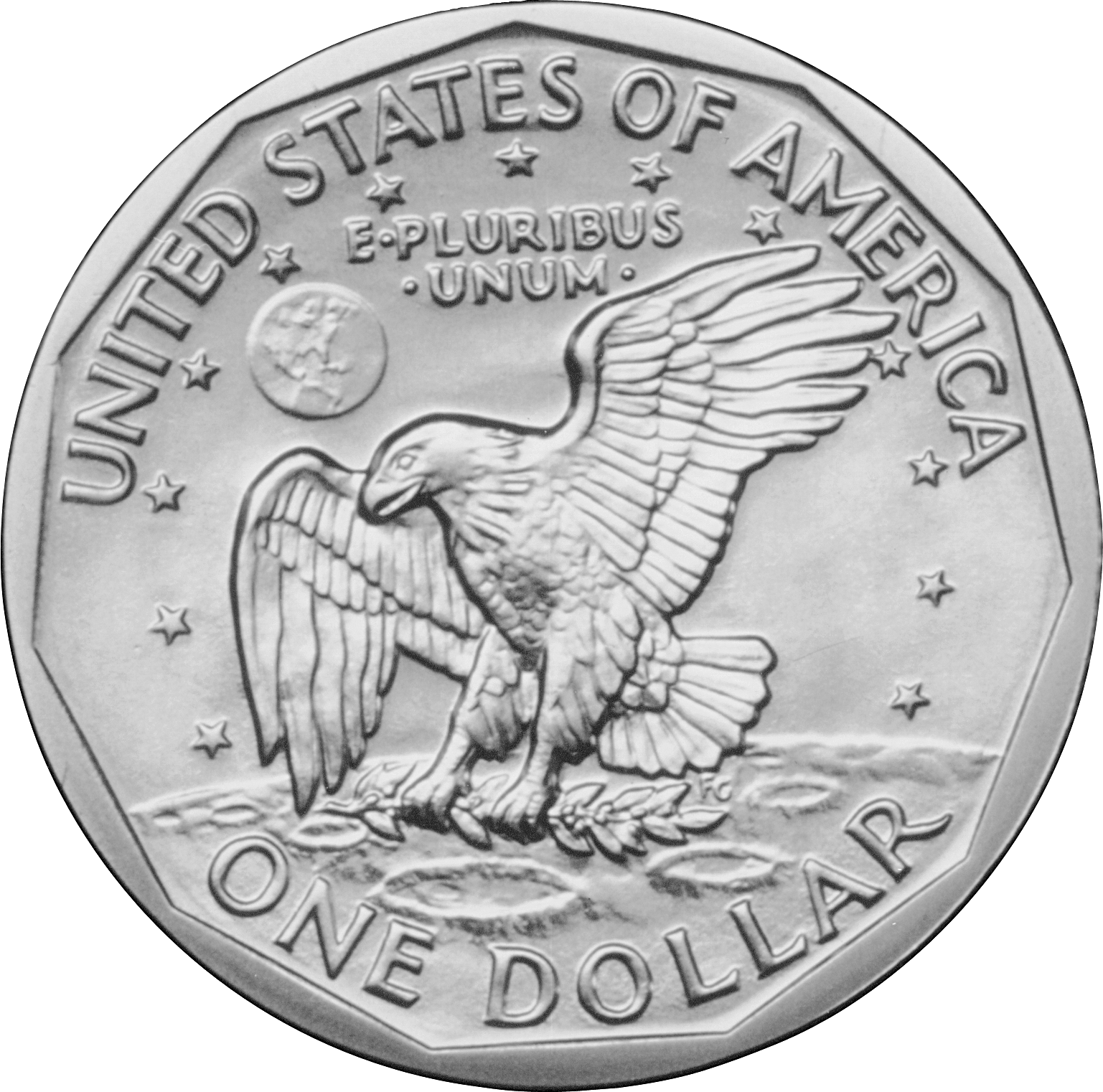
Rückseite

Der Susan-B.-Anthony-Dollar ist eine amerikanische Kursmünze zu einem US-Dollar, die zwischen 1979 und 1981 sowie nochmals 1999 geprägt wurde. Sie zeigt auf der Vorderseite das Porträt der Pionierin der US-amerikanischen Frauenrechtsbewegung, Susan Brownell Anthony. Auf der Rückseite ist das Emblem der Apollo-11-Mission abgebildet, ein Weißkopfseeadler, der auf dem Mond landet.
Die Münze löste den bis 1978 geprägten Eisenhower-Dollar ab, der aufgrund seiner Größe nicht besonders beliebt war. Allerdings konnte sich der Susan-B.-Anthony-Dollar ebenfalls nicht im täglichen Zahlungsverkehr durchsetzen. Einerseits stieß die leicht eckig wirkende Form auf Skepsis bei der Bevölkerung und andererseits ist die Münze nur geringfügig größer als der gleichfarbige Quarter (Vierteldollar), was häufig zu Verwechslungen führte. Aufgrund dessen wurde die Prägung schon 1981 wieder eingestellt. 1999 wurde die Münze nochmals aufgelegt, aber schon im Jahre 2000 durch den Sacagawea-Dollar ersetzt. Der Susan-B.-Anthony-Dollar ist aber weiterhin ein offizielles Zahlungsmittel und kann gelegentlich im Umlauf gefunden werden.
Die Münze besteht aus einem dreischichtigen Werkstoff: zwei Schichten Kupfernickel (75 % Cu, 25 % Ni) und dazwischen eine Schicht reines Kupfer. Die Kupferschicht ist als rote Linie am Rand sichtbar. Die Münze hat einen Durchmesser von 26,5 mm, eine Dicke von 2,0 mm und wiegt 8,1 g. Der Rand ist geriffelt.